# Sainte-Colombe-en-Auxois
Sainte-Colombe-en-Auxois (Até 2014: Sainte-Colombe) é uma comuna francesa na região administrativa da Borgonha-Franco-Condado, no departamento de Côte-d'Or. Estende-se por uma área de 6,29 km². Em 2010 a comuna tinha 64 habitantes (densidade: 10,2 hab./km²).